# Skærgårdshavet Nationalpark
Skærgårdshavet Nationalpark (svensk: Skärgårdshavets nationalpark, finsk: Saaristomeren kansallispuisto) er en nationalpark i det sydvestlige Finland . Den blev etableret i 1983 og dækker 500 km2 af landområder, et kæmpe landområde i betragtning af at området hovedsageligt er ydre øhav med få øer, selv 1 km2 - og de store er beboede og for det meste privatejede og dermed ikke en del af nationalparken. Parkens websider angiver dette nummer som ikke-kvalificeret "område". Det er en del af UNESCOs biosfærereservater, og har et areal på 5.400 km² med et kerneareal på 500 km².
Parken omfatter alle statsejede land- og vandområder, der ejes af staten inden for grænserne af samarbejdsområdet omkring parken, som stort set er hele den ydre øhav af Øhavet på den østlige side af Ålandsøerne og syd for hovedøerne Korpo, Nagu, Pargas og Kimitoön. Skærgårdshavet Biosphere Reserve består af nationalparkens samarbejdsområde og resten af øerne i Åbolandskærgården og er kun tilgængelig med båd eller færge. Disse områder er hovedsageligt beliggende i Nagu, Korpo, Houtskär, Iniö, Hitis og sydlige Pargas.
Der er betydelige områder med traditionelle landbrugslandskaber inden for nationalparken. Et af målene med nationalparken er, ud over at beskytte naturen, at beskytte øhavskulturen og forskellige kulturlandskaber. Samarbejdsområdet spiller en stor rolle i dette. Nationalparken i sig selv omfatter omkring 2.000 af de 8.400 holme og skær i området. De større øer ejes hovedsageligt af deres indbyggere.
Man kan bevæge sig frit med båd i nationalparken, med undtagelse af nogle beskyttede områder. Der er shuttlebåde mellem de beboede øer, og mange iværksættere tilbyder transport efter aftale. Camping er kun tilladt på udpegede steder (tilladt på privat grund i overensstemmelse med allemandsretten). Lejrbål og brug af åben ild er kun tilladt på udpegede steder, især når der er advarsel om risiko for skovbrande. Man kan plukke bær og svampe. Mind roosting fugle, når de lander på holme. Øer med mange ynglende fugle bør kun besøges om efteråret og vinteren. Blue Mussel besøgscenter i Kasnäs, (Kimitoön) og øhavscentret i Korpoström (Korpo) tilbyder information om øhavet og øhavets nationalpark. Der er busforbindelser til begge. Der er naturstier på nogle af øerne. Der er en undervandssti for dykkere på Stora Hästö i Korpo (og en i lavere vand til snorklere).

## Fauna
Faunaen i nationalparken er ekstraordinær og kendt på grund af forskning og regelmæssig opfølgning. Femogtyve arter af pattedyr er fundet. De mest almindelige er: almindelig spidsmus, dværgspidsmus, snehare, rødmus, rød ræv, mårhund, mink og elg. Antallet af gråsæl er steget i de senere år, mens ringsælen er gået tilbage. Fiskebestanden er storslået, og de mest almindelige arter inkluderer baltisk sild, europæisk aborre, nordlig gedde, skalle, brasen, ålekvabbe, skrubber og hornulk.
Nationalparken har også et stort antal fugle. Antallet af arter, der vides at have indlejret i nationalparken, udgør 132. De mest talrige arter er : knopsvane, storskarv, gråand, troldand, stor skallesluger, toppet skallesluger, strandskade, stenvender, rødben mudderklire, stormmåge, svartbag, sølvmåge, havterne, tejst, hvid vipstjert, skærpiber, engpiber, stenpikker, nattergal, tornsanger, gærdesanger og gråkrage .
Mindre almindelige, men regelmæssige rugende arter Nordisk lappedykker, grågås, bramgås, gravand, knarand, skeand, Havørn, urfugl, stor præstekrave, vibe, skovsneppe, almindelig kjove, sildemåge, rovterne, fjordterne, alk, stor hornugle , gulbug, høgesanger og ravn . Sjældne eller sjældne arter i parken er blandt andre: almindelig ryle, brushane, dværgterne, lomvie, Skovhornugle, mosehornugle .

### Fjernelse af mink
Fjernelsen af mink fra Skærgårdshavet Nationalpark blev påbegyndt i 1990'erne, og mange fuglearter har øget deres antal og oplevet forbedret ynglesucces som et resultat. Ud af de 22 undersøgte arter af øhavsfugle viste 14 en stigning i antallet. Nogle arter (troldand, fløjlsand, havterne) steg stærkt, mens nogle viste en stigning i mindre grad. Fjernelse af mink blev påbegyndt i Vänö-skærgården i det sydlige Dragsfjärd i 2006. Resultaterne viser, at nogle arts arters ynglesucces steg stærkt og hurtigt.

## Transport
Det vigtigste transportmiddel i Skærgårdshavet Nationalpark er shuttlebåde som findes til alle de beboede øer inden for samarbejdsområdet. Øerne Holma, Jurmo og Berghamn er tilgængelige med shuttlebåde. Shuttle-havnene i Prostvik og Pärnäs i Nagu og Kasnäs i Kimitoön er tilgængelige ad landevejen og har busforbindelser. Du kan nå både skærgårdsbesøgscentret Blå musling og Korpoström øhavscenter i bil.